# Ураган Ирена

Ураган Ирена био је Атлантски ураган током сезоне урагана 2005. године. Олуја се формирала близу Кејп Вердеа 4. августа и прешла је Атлантик, окрећући се према северу око Бермуда пре него што га је апсорбовао циклон док се налазио југоисточно од Њуфаундленда. Ирену је било тешко прогнозирати због осцилација снаге. Након што је скоро нестала 10. августа, Ирена је 16. августа досегла врхунац урагана 2. категорије. Ирена је истрајала 14 дана као тропски систем, то је најдуже време трајања било које олује у сезони 2005. Била је то девета олуја и четврти ураган рекордне сезоне.
Иако је у Сједињеним Државама постојао страх да ће Ирена стићи на копно због несигурности у предвиђању стазе олује, ураган се никада није приближио копну и није проузроковао штету; међутим, јаке струје су ипак узроковале једним смртним случајем у Лонг Бичу у Њујорку.

## Метеоролошка историја
Снажан тропски талас кретао се 1. августа уз западне обале Африке, у почетку слабећи због хладнијих температура морске површине. Померио се према западу и прошао близу Кејп Вердеа, где је конвекција почела да се повећава. Систем се након тога развио у тропску депресију поподне 4. августа, 1100 км југозападно од Кејп Вердеа.  Петог августа, депресија се нагло окренула на северозапад, неки рачунарски модели предвиђали су да ће се депресија распршити, док су други предвиђали стално јачање. Изненадна претња постојању олује натерала је прогностичара Ликион Авила из Националног центра за урагане (NHC) да прокоментарише: „Колико мало знамо о настанку тропских циклона.“  Упркос неповољним условима у својој близини, Тропска депресија Девет је наставила да јача, постајући Тропска олуја Ирена 7. августа. 
Пошто је Ирена била у окружена сувим ваздухом, 8. августа је ослабила до тропске депресије.  Ујутро 10. августа, док је пролазила северно од Малих Антила, Ирена је умало нестала, прогностичари су са „врло ниском поузданошћу“ предвиђали да ће олуја преживети.  Супротно њиховим очекивањима, топлије воде и мање ветра омогућиле су Ирени да се постепено организује јужно од Бермуда, и рано 11. августа је поново постала тропска олуја. 
Зато што нису били сигурни како ће субтропски гребен региона реаговати на Иреном, модели су и даље давали нејасне претпоставке о будућности олује. Неки од модела су предвиђали да ће Ирена стићи до копна у Северној Каролини, док су други и даље очекивали да ће се Ирена распршити.  Неизвесност је престала када је слабост у суптропском гребену омогућила Ирени да се оштро окрене ка северу, због чега је олуја пролазила средином између обала Северне Каролине и Бермуда 15. августа. Убрзо након тога, горњи ниво знатно је ослабило, а Ирена се брзо појачала, прво до урагана, а затим је достигла врхунац снаге са брзином од 105 km/h, ураган категорије 2, поподне 16. августа, док се налазио 560 km североисточно од Бермуда; истовремено је достигао и минимални притисак од 970 мбар.  Иако су метеоролози NHC-а сматрали да ће Ирена вероватно постати ураган, нису очекивали толике размере. 
Ирена је ушла у подручје појачаног смицања ветра и почела да слаби, и као резултат тога ослабила је до нивоа тропске олује почетком 18. августа, када је била удаљена 830 km јужно од Кејп Рејса, Њуфаундленд. Сва конвекција у кругу од 370 км од циклона распршена је 18. августа. Ирена је касније тог дана апсорбовало екстратропски циклон.  Ирена је трајала 14 дана као тропски систем, што је најдуже време било које олује у сезони 2005. 

## Утицај и извештаји
Како се ураган Ирена држао даље од копна, нису издата упозорења нити надзори. Упркос Иренином дугом животу није било извештаја о ветровима тропских олуја који су утицали на бродове. Није било штете као резултат Ирене. 
Међутим, ураган је створио јаке таласе и повећао ризик од пуцања струје дуж источне обале Сједињених Држава. Многе плаже у Њу Џерзију ограничавале су активности пливања, а на једној плажи ангажовали су више од стотину спасилаца током тродневног периода.  Таласи дуж обале Њујорка достизали су 1,2 до 2,4 м. 16-годишњи дечак се утопио након што је 14. августа ухваћен у струји у близини Лонг Бича у Њујорку.  Његово тело је откривено 16. августа током чишћења обале. 
Када се Тропска олуја Ирена формирала 7. августа, то је био најранији датум за формирање Девете тропске олује у сезони атлантских урагана, пошто је оборио претходни рекорд који је олуја држала у сезони 1936. за 13 дана. Ова олуја је такође обележила пети случај да је име Ирена коришћено за називање тропског циклона на Атлантику. 